# بروتشينو
بروتشينو هي بلدية في مقاطعة فيتيربو في منطقة لاتسيو في إيطاليا، تقع على بعد حوالي 110 كيلومتر (68 ميل) شمال غرب روما وحوالي 45 كيلومتر (28 ميل) شمال غرب فيتيربو.

## الموقع الجغرافي
تحد بروتشينو البلديات التالية: اكوا بندنتي، كاستيل أزارا، بيان كاستجنايو، سان كاشيانو دي بانجي، سورانو. تقع بروتشينو على تلال تشرف على وادي نهر باجليا، ما يمنحها إطلالات طبيعية خلابة على المنطقة المحيطة بها.

## التاريخ
تعود أصول بروتشينو إلى العصور القديمة، وكانت جزءاً من المناطق الحدودية بين إتروريا وروما القديمة. خلال العصور الوسطى، أصبحت منطقة ذات أهمية استراتيجية نظرًا لموقعها، وتعرضت لعدد من الصراعات بين القوى المحلية. يُعتقد أن عائلة ألدوبرانديسكي الإقطاعية حكمت المنطقة لفترة من الزمن، وقد تركت هذه الأسرة أثراً على التراث المعماري للبلدة.
في القرن الثالث عشر، أسست القديسة أنييس من مونتبولتشيانو [الإنجليزية] ديرًا هنا، ما أضاف إلى أهمية بروتشينو الروحية وأثرى ثقافتها الدينية.

## المعالم السياحية
- قلعة بروتشينو: تعتبر القلعة من المعالم البارزة في البلدة، ويعود تاريخها إلى العصور الوسطى. كانت القلعة تستخدم لأغراض دفاعية وتضم برجًا يشرف على المنطقة المحيطة بها.
- كنيسة سانت أنجلو: تحتوي هذه الكنيسة على مجموعة من اللوحات الجدارية التي تعود إلى القرن الخامس عشر، وتُعدّ من التحف الفنية التي تبرز الفن الديني في تلك الفترة.
- دير القديسة أنييس: تأسس هذا الدير على يد القديسة أنييس، ويجذب الزوار المهتمين بالتاريخ الروحي للمنطقة.

## الأنشطة الثقافية
تستضيف بروتشينو العديد من الفعاليات الثقافية على مدار العام، بما في ذلك مهرجانات الصيف التقليدية التي يتم فيها عرض الأطعمة المحلية والموسيقى الشعبية. كما يقام في البلدة "مهرجان بروتشينو للأطعمة التقليدية"، حيث يتم تقديم أطباق خاصة من المنطقة مثل المكرونة محلية الصنع وأطباق اللحوم.

## الاقتصاد
يعتمد اقتصاد بروتشينو بشكل كبير على السياحة والزراعة. تشتهر المنطقة بإنتاج زيت الزيتون عالي الجودة والنبيذ، بالإضافة إلى المنتجات الزراعية الأخرى مثل الحبوب والخضروات. تجذب الحقول الزراعية والمناظر الطبيعية في المنطقة السياح الباحثين عن تجربة ريفية أصيلة في إيطاليا.

## الثقافة المحلية
يتميز سكان بروتشينو، المعروفون بـ"بروتشينسي"، بروح الترحيب والمحافظة على تقاليدهم. يتمسك المجتمع المحلي بعادات وتقاليد قديمة، تتضمن احتفالات دينية وأعياد تراثية يحتفى بها بشغف. من بين تلك التقاليد، موكب القديسة أنييس الذي يُنظم سنوياً، ويشهد مشاركة واسعة من السكان والزوار.

## وصلات خارجية
- موقع توسكا 360 عن بروتشينو مع مناظر بانورامية ثلاثية الأبعاد